# Cyanopepla samarca
Cyanopepla samarca är en fjärilsart som beskrevs av William Schaus 1904. Cyanopepla samarca ingår i släktet Cyanopepla och familjen björnspinnare. Inga underarter finns listade i Catalogue of Life.